# Torre de Macenas
La torre de Macenas o castell de Macenas és una torre de guaita que es troba a la platja de Macenas, propera a la localitat d'Agua del Medio, situada al sud de Mojácar (província d'Almeria, Andalusia, Espanya), prop de la carretera que condueix a Carboneras. Es troba en bon estat de conservació. Lliure accés a l'exterior. Codi AL-CAS-140.

## Història i descripció
Va ser construïda en la segona meitat del segle xviii.
Amb capacitat per a dos canons de 24 lliures, com informa Felipe de Paz el 1803: semicercle de 12 a 14 vares de diàmetre, sense el talús, altura de 14 vares; s'hi accedia per una porta en alçada amb escala de corda. Els seus espais tenen sostre de volta; en la planta inferior es guardaven el polvorí i recanvis, en la intermèdia la cuina i l'habitació, i en la superior o terrat els canons a barbeta i, cap a terra, un parapet alt espitllerat per a fuselleria. El 1830 s'informa que estava desartillada i la guardaven un caporal i tres torrers. El 1873 s'informa que al costat de la torre ja hi ha una casa caserna de carabiners. Va ser usada a la Guerra Civil Espanyola, època en què se li va obrir una porta a la planta baixa, que encara conserva.

## Protecció
Està catalogada com a Bé d'Interès Cultural amb la categoria de Monument. Es troba sota la protecció de la Declaració genèrica del Decret de 22 d'abril de 1949 i la Llei 16/1985 de 25 de juny (BOE número 155 de 29 de juny de 1985) sobre el Patrimoni Històric Espanyol. La Junta d'Andalusia va atorgar un reconeixement especial als castells de la Comunitat Autònoma d'Andalusia el 1993.